# Selección femenina de balonmano playa de Croacia
La Selección femenina de balonmano playa de Croacia es la sección femenina de las mejores jugadoras croatas de Balonmano playa, que representan a su país en competiciones internacionales.

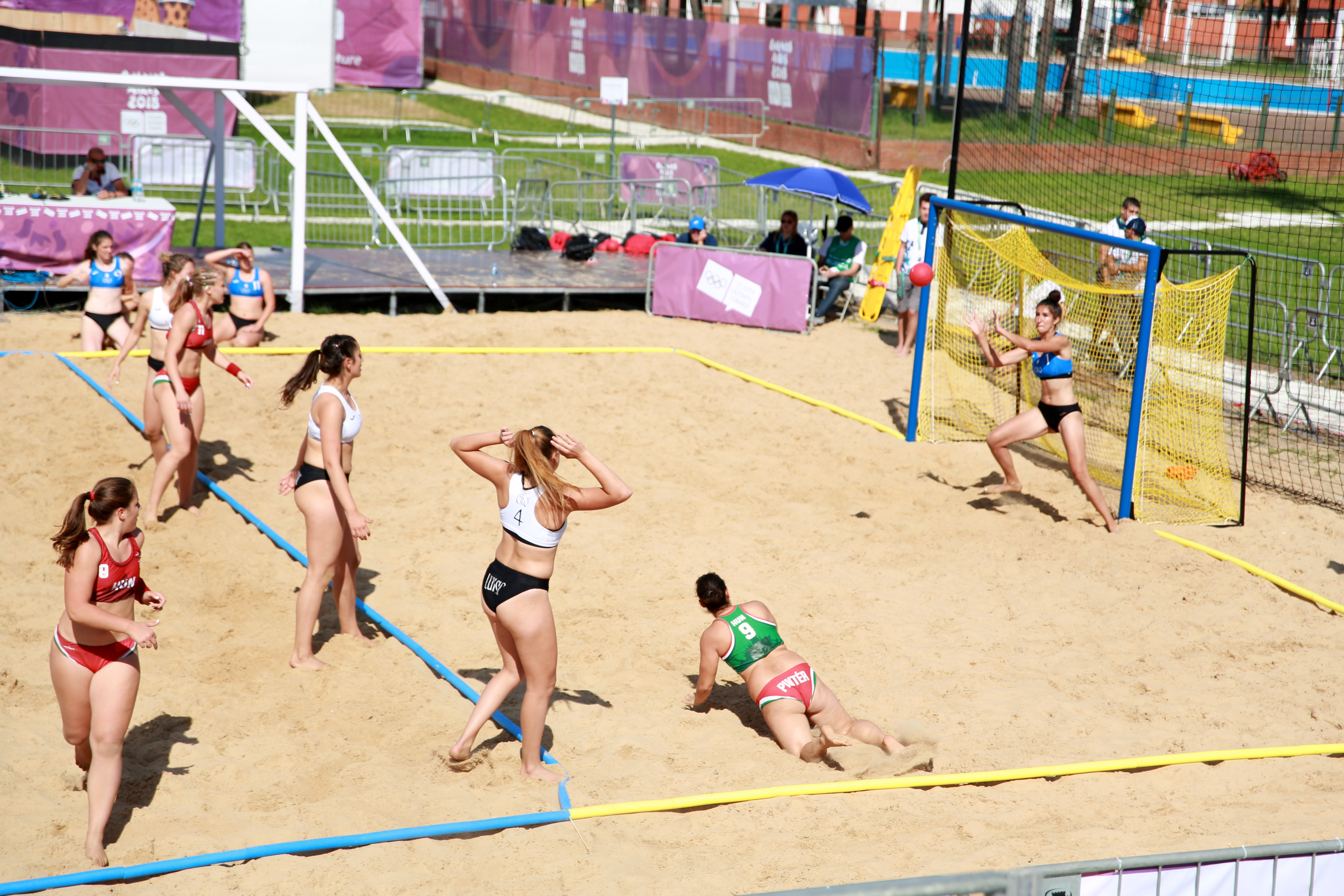
La selección femenina de balonmano playa de Crocia contra la selección de Hungría en los Juegos Olímpicos de la Juventud 2018.

## Resultados

### Mundiales
- 2004 - 4.º puesto
- 2006 - 6.º puesto
- 2008 - 1.º puesto[3]
- 2010 - 6.º puesto
- 2012 - 5.º puesto

### Juegos mundiales
- 2005 - 4.º puesto
- 2009 - 2.º puesto